# تلچارکا
تلچارکا (به لاتین: Telcharka) یک منطقهٔ مسکونی در بلغارستان است که در شهرستان ژبل واقع شده‌است.